# Annmari Viljanmaa
Annmari Viljanmaa-Hakola (ur. 10 lipca 1973 w Huittinen) – fińska biegaczka narciarska, zawodniczka klubu Parkanon Urheilijat.

## Kariera
Po raz pierwszy na arenie międzynarodowej Annmari Viljanmaa pojawiła się 10 grudnia 1994 roku w zawodach Pucharu Kontynentalnego w Ilomantsi, gdzie była czterdziesta w biegu na 5 km techniką klasyczną. W Pucharze Świata zadebiutowała 7 marca 1998 roku w Lahti, zajmując 53. miejsce w biegu na 15 km techniką dowolną. Pierwsze punkty wywalczyła jednak dopiero 26 lutego 2000 roku w Falun, plasując się na 25. pozycji w biegu na 10 km stylem dowolnym. W klasyfikacji generalnej sezonu 1999/2000 zajęła ostatecznie 58. miejsce. Najlepsze wyniki w Pucharze Świata osiągnęła w sezonie 2002/2003, który ukończyła na piętnastym miejscu. Wtedy też po raz pierwszy i zarazem ostatni w karierze stała na podium zawodów pucharowych – 8 marca 2003 roku w Oslo była druga na dystansie 30 km stylem klasycznym.
Pierwszą dużą imprezą w jej karierze były Igrzyska Olimpijskie w Salt Lake City w 2002 roku, gdzie w swoim najlepszym starcie, biegu na 30 stylem klasycznym zajęła 24. pozycję. Rok później, podczas Mistrzostw Świata w Val di Fiemme była siódma w biegu na 15 km klasykiem oraz jedenasta w biegu na 10 km tą samą techniką. W 2005 roku wystartowała na Mistrzostwach Świata w Oberstdorfie plasując się na dziewiętnastym miejscu na dystansie 30 stylem klasycznym.
Annmari Viljanmaa startowała także w zawodach FIS Marathon Cup. W zawodach tego cyklu kilkakrotnie stawała na podium, wygrywając dwukrotnie norweski maraton Birkebeinerrennet. W klasyfikacji generalnej najlepszy wynik uzyskała w sezonach 2005/2006, który ukończyła na szóstej pozycji. W 2006 roku zakończyła karierę.

## Osiągnięcia

### Zimowe Igrzyska Olimpijskie
| Miejsce | Dzień     | Rok  | Miejscowość    | Konkurencja             | Czas biegu  | Strata      | Zwyciężczyni      |
| ------- | --------- | ---- | -------------- | ----------------------- | ----------- | ----------- | ----------------- |
| DNF     | 9 lutego  | 2002 | Salt Lake City | 15 km stylem dowolnym   | 39:54.4 min | -           | Stefania Belmondo |
| 37.     | 12 lutego | 2002 | Salt Lake City | 10 km stylem klasycznym | 28:05.6 min | +2:46.2 min | Bente Skari       |
| 24.     | 24 lutego | 2002 | Salt Lake City | 30 km stylem klasycznym | 1:30:57.1 h | +9:50.8 min | Gabriella Paruzzi |

### Mistrzostwa świata
| Miejsce | Dzień     | Rok  | Miejscowość   | Konkurencja             | Czas biegu  | Strata      | Zwyciężczyni  |
| ------- | --------- | ---- | ------------- | ----------------------- | ----------- | ----------- | ------------- |
| 7.      | 18 lutego | 2003 | Val di Fiemme | 15 km stylem klasycznym | 39:40.9 min | +1:43.8 min | Bente Skari   |
| 11.     | 20 lutego | 2003 | Val di Fiemme | 10 km stylem klasycznym | 25:47.0 min | +1:34.8 min | Bente Skari   |
| 19.     | 26 lutego | 2005 | Oberstdorf    | 30 km stylem klasycznym | 1:27:05.8 h | +3:22.9 min | Marit Bjørgen |

### Puchar Świata

#### Miejsca w klasyfikacji generalnej
- sezon 1999/2000: 58.
- sezon 2000/2001: 51.
- sezon 2001/2002: 40.
- sezon 2002/2003: 15.
- sezon 2003/2004: 54.
- sezon 2004/2005: 66.
- sezon 2005/2006: 89.

#### Miejsca na podium
| Nr | Dzień   | Rok  | Miejscowość | Konkurencja             | Czas biegu    | Strata      | Miejsce | Zwycięzca   |
| -- | ------- | ---- | ----------- | ----------------------- | ------------- | ----------- | ------- | ----------- |
| 1. | 8 marca | 2003 | Oslo        | 30 km stylem klasycznym | 1:21:45.4 min | +2:07.4 min | 2.      | Bente Skari |

### FIS Marathon Cup

#### Miejsca w klasyfikacji generalnej
- sezon 2002/2003: ?
- sezon 2003/2004: 9.
- sezon 2004/2005: 7.
- sezon 2005/2006: 6.

#### Miejsca na podium
| Nr | Dzień    | Rok  | Zawody            | Dystans                 | Czas biegu  | Strata      | Pozycja | Zwyciężczyni       |
| -- | -------- | ---- | ----------------- | ----------------------- | ----------- | ----------- | ------- | ------------------ |
| 1. | 22 marca | 2003 | Birkebeinerrennet | 58 km stylem klasycznym | 3:05:19 h   | -           | 1.      | -                  |
| 2. | 20 marca | 2004 | Birkebeinerrennet | 58 km stylem klasycznym | 3:03:47,0 h | -           | 1.      | -                  |
| 3. | 19 marca | 2005 | Birkebeinerrennet | 54 km stylem klasycznym | 3:10:59,0 h | +39,0 s     | 2.      | Cristina Paluselli |
| 4. | 18 marca | 2006 | Birkebeinerrennet | 54 km stylem klasycznym | 3:08:10,0 h | +6:59,0 min | 2.      | Hilde G. Pedersen  |